# Hana Sternlichtová
Hana Sternlichtová, roz. Neumannová, (* 10. února 1930 Praha) je česká spisovatelka židovského původu žijící dlouhodobě v Izraeli a přeživší holocaustu.

## Život
Narodila se roku 1930 v Praze do rodiny židovského původu. Při odvážení Židů do koncentračních táborů byla v prosinci roku 1942 poslána do transportu do Terezína a následně do Osvětimi, kde oba její rodiče zemřeli. Sternlichtová přežila i tábor v Mauthausenu, kde stejně jako v ostatních žila ve špatných životních podmínkách. Z Mauthausenu ji pak vysvobodila americká armáda a Sternlichtová se rozhodla vrátit do rodných Holic.
V Československu však zůstala jen čtyři roky, vdala se za Hanuše Sternlichta a odjeli do nově vytvořeného státu Izraele, kde žije dodnes.
O svém životě v koncentračním táboře napsala několik knih, jež výrazně přispěly do pamětí přeživších holokaustu.
Českou republiku pravidelně navštěvuje, stejně tak jako rodné Holice.
Dne 11. května 2022 při své návštěvě České republiky přijala pozvání do Show Jana Krause.

## Dílo
- Svobodná, volná (2018)
- Hančina cesta (2022)